# Запис миро Костића крушка (Базовик)
Запис миро Костића крушка (Базовик) се налази на парцели чији је власник Костић Јован.

## Локација
| Општина             | Пирот                                                                       |
| Катастарска општина | Базовик                                                                     |
| Потес               | Пупунак                                                                     |
| Координате          | 43° 18′ 09″ С; 22° 26′ 23″ И / 43.302399999999999° С; 22.439699999999998° И |
| Надморска висина    | 737m                                                                        |

## Карактеристике
Дендрометријске вредности утврђене на терену и сателитским снимцима:
| Стабло                     | Крушка |
| Висина стабла              | m      |
| Обим дебла                 | m      |
| Пречник крошње             | 0m     |
| Пречник дебла              | m      |
| Висина дебла до прве гране | m      |

## База записа
Запис је у оквиру Викимедија пројекта "Запис - Свето дрво" заведен под редним бројем 0854.